# Диск Нипкова

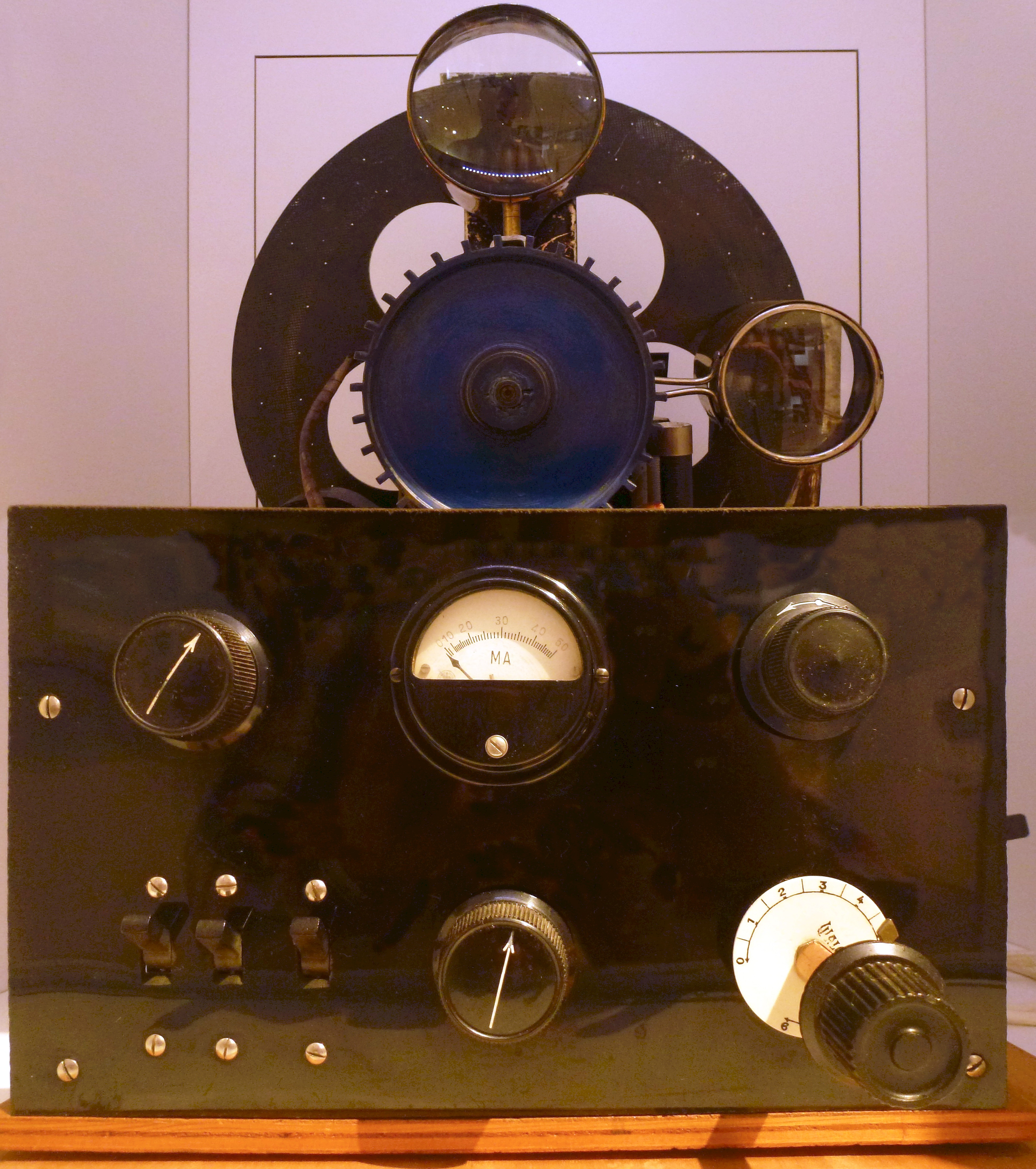
Телевизионный приёмник с диском Нипкова в Стокгольмском техническом музее

Диск Нипкова (англ. Nipkow disk) — механическое устройство для сканирования изображений, изобретённое Паулем Нипковым в 1884 году. Этот диск являлся неотъемлемой частью многих систем механического телевидения вплоть до 1930-х годов.

## Устройство диска
Устройство представляет собой простой вращающийся диск из любого непрозрачного материала (металл, пластик, картон и т. п.) с рядом отверстий одинакового диаметра на равном угловом расстоянии друг от друга.
Отверстия располагаются по спирали в один оборот, начиная от наружного края диска и заканчивая в центре, как это сделано в граммофонной пластинке. При вращении диска отверстия движутся по круговым траекториям, зависящим от расположения конкретного отверстия на диске.
Эти траектории могут частично пересекаться в некоторых вариантах исполнения диска.

## Принцип действия

Устройство диска Нипкова

В основном, диск Нипкова используется в конструкции механических телевизоров как при сканировании изображения, так и для его отображения. Объектив, находящийся перед диском, проецирует изображение объекта съёмки прямо на диск. Каждое отверстие спирали при движении образует практически горизонтальное (на отдельном участке диска) отверстие, через которое проходит свет от определённого участка объекта и попадает на фотоприёмник. Если этот приёмник соединить с источником света (на практике часто использовались неоновые лампы, а в наше время — сверхъяркие светодиоды), размещённого позади второго диска Нипкова, вращающегося с такой же скоростью и направлением как и первый, то в результате можно увидеть оригинальное изображение, воспроизведённое построчно.
Если наблюдать объект через вращающийся диск Нипкова, через относительно небольшой сектор (не более 90°), можно заметить, что видимый объект сканируется построчно сверху вниз. Обычно диск почти полностью закрывается непрозрачным материалом, оставляя для обзора только отверстие в форме сектора диска или же прямоугольное. При очень быстром вращении диска наблюдаемый объект можно увидеть полностью.
Поскольку на диске можно разместить ограниченное количество отверстий, разрешение у передаваемого при помощи такого диска изображения было достаточно низким — чаще всего порядка 30 линий, изредка до 120. Существовало несколько стандартов разложения, использовавших развёртку до 200 линий. Одна из таких систем с высоким разрешением (180 линий) использовалась в Канаде компанией Peck Television на станции VE9AK.

## Достоинства
Одно из немногих достоинств диска Нипкова заключается в том, что фотоприёмник, находящийся за диском, может быть достаточно простым, например, один фоторезистор или фотодиод. Это достоинство следует из принципа работы диска — в каждый конкретный момент времени через диск проходит свет только от одной точки (пикселя) и разложение изображения на отдельные линии происходит автоматически, причём с достаточно высоким разрешением по горизонтали.
Простейшее устройство для сканирования изображения может быть собрано из двигателя, вращающего диск Нипкова, небольшого контейнера с одним фотоэлектрическим элементом и обычным объективом для проецирования изображения.
Другое достоинство устройств, использующих диск Нипкова, заключается в подобии устройства для получения изображения (камеры) и устройства для отображения изображения. Фактически, они различаются только элементом, располагающимся за диском: в первом случае это фотоэлектрический элемент, во втором — источник света, управляемый камерой. Конечно же, помимо этого желательны средства для синхронизации вращения дисков (начиная от ручной подстройки и заканчивая электронными схемами).
Благодаря своим достоинствам диск Нипкова лёг в основу конструкции механического телевизора Джона Бэрда в 1920-х годах.

## Недостатки
В отличие от горизонтального разрешения, которое у дисков Нипкова потенциально очень высокое, вертикальное разрешение ограничено общим количеством отверстий на диске, которых обычно от 30 до 100, реже до 200.
Ещё одним серьёзным недостатком являлся небольшой размер воспроизводимых изображений, который по высоте был не больше ширины поверхности диска, использованной при сканировании. На практике в механическом телевидении для воспроизведения изображения размером с почтовую марку использовался диск диаметром в 30—40 см.
Любое отверстие, даже на относительно небольшом участке видимого экрана, движется не горизонтально, а по радиальной траектории. Это является причиной геометрических искажений передаваемого изображения, что также является недостатком диска Нипкова. Частично данную проблему можно решить, используя диски достаточно большого диаметра, либо уменьшив размер экрана — в этом случае кривизна траекторий будет уменьшаться. Другой вариант решения проблемы — делать отверстия в диске меньше и ближе к наружному краю диска.
Фактически, диски Нипкова, использовавшиеся в первых телевизорах, имели диаметр в 30—50 см и 30—50 отверстий. Устройства, использовавшие диски, были шумными, тяжёлыми. Качество изображения было очень низким с частыми мерцаниями.
Для передающей стороны ситуация не была лучше — по причине низкой чувствительности используемых фотоэлектрических элементов требовалось очень сильное освещение объекта съёмки.

## Применение
Помимо упоминавшегося уже механического телевидения, диски Нипкова используются в мощных оптических микроскопах — конфокальных микроскопах.
Иногда миниатюрные и высокоскоростные диски используются в скоростной фотографии.